# Districtul Chun
Chun (în thailandeză จุน) este un district (Amphoe) din provincia Phayao, Thailanda, cu o populație de 52.066 de locuitori și o suprafață de 571,2 km².

## Componență
Districtul este subdivizat în 7 subdistricte (tambon), care sunt subdivizate în 88 de sate (muban).
| Nr. | Nume                  | În thailandeză |  | Locuitori |  |
| --- | --------------------- | -------------- |  | --------- |  |
| 1.  | Huai Khao Kam         | ห้วยข้าวก่ำ       |  | 8,893     |  |
| 2.  | Chun                  | จุน             |  | 9,889     |  |
| 3.  | Lo                    | ลอ             |  | 6,724     |  |
| 4.  | Hong Hin              | หงส์หิน          |  | 7,157     |  |
| 5.  | Thung Ruang Thong     | ทุ่งรวงทอง       |  | 8,072     |  |
| 6.  | Huai Yang Kham        | ห้วยยางขาม      |  | 6,102     |  |
| 7.  | Phra That Khing Kaeng | พระธาตุขิงแกง    |  | 5,229     |  |